# Namseouls universitet
Namseoul University (koreanska: 남서울대학교, NSU) är ett universitet i Sydkorea.   Det ligger i provinsen Södra Chungcheong, i den centrala delen av landet, 70 km söder om huvudstaden Seoul. 